# Paralleltoneart
To tonearter er hinandens paralleltonearter, hvis de indeholder samme faste fortegn, men den ene er en dur-toneart, mens den anden er en moltoneart. 
I kvintcirklen står de yderste tonearters paralleltonearter inde i cirklen. Eksempelvis er C-dur og A-mol paralleltonearter.